# Yolanda Hadid
Yolanda Hadid, tidigare Foster, född van den Herik 11 januari 1964 i Papendrecht i Zuid-Holland i Nederländerna, är en nederländsk-amerikansk tv-personlighet och före detta modell. Hon är mest känd för sin medverkan i TV-serien The Real Housewives of Beverly Hills. Hon har varit gift med fastighetsmagnaten Mohamed Hadid 1994–2000 och med musikproducenten David Foster 2011–2017. Hon är mor till modellerna Gigi, Bella och Anwar Hadid.